# Zulle

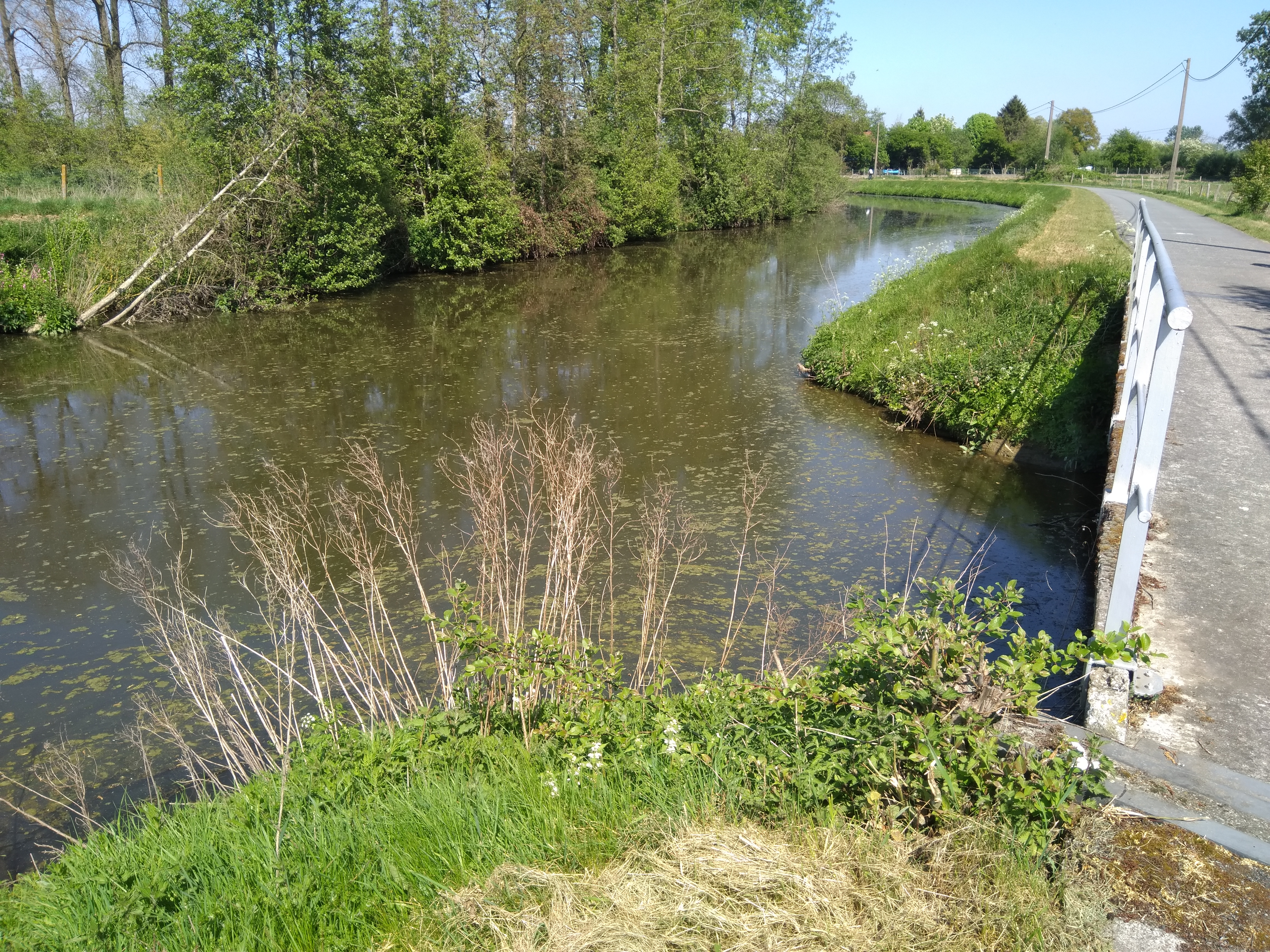
Monding van de Zulle in de Dender

De Zulle (Frans: Sille) is een zijrivier van de Dender in de Belgische provincie Henegouwen.
De plaatsjes Opzullik (in het Frans Silly) en Zullik (in het Frans Bassilly, dat kan vertaald worden als Beneden-Zullik of Neerzullik) in de gemeente Opzullik zijn ernaar vernoemd. Het riviertje gaf haar naam aan de politiezone Sylle et Dendre.